# Giełczew (powiat lubelski)
Giełczew – do 31 grudnia 2023 r. wieś w Polsce, w województwie lubelskim, w powiecie lubelskim, w gminie Wysokie. Wieś została zniesiona z dniem 1 stycznia 2024 r. Jednocześnie status wsi otrzymały: Giełczew Druga, Giełczew Pierwsza i Giełczew-Kolonia.
Przez wieś przebiega droga wojewódzka nr .
Wieś szlachecka położona była w drugiej połowie XVI wieku w powiecie lubelskim województwa lubelskiego. W latach 1954–1972 wieś należała i była siedzibą władz gromady Giełczew. W latach 1975–1998 miejscowość należała administracyjnie do województwa zamojskiego.
Wieś stanowiła sołectwo gminy Wysokie. Według Narodowego Spisu Powszechnego z roku 2011 wieś liczyła 868 mieszkańców.
| SIMC    | Nazwa          | Rodzaj    |
| ------- | -------------- | --------- |
| 0905445 | Baldachów      | część wsi |
| 0905451 | Giełczew Druga | część wsi |
| 0905468 | Kolenisty      | część wsi |
| 0905474 | Resztówka      | część wsi |
| 0905480 | Zalasek        | część wsi |

## Historia
Początkowo zwana Giełczwica. W połowie XV stulecia należała Giełczwica do Jakuba Giełczewskiego (Giełczwickiego), a następnie Stanisława i Jana Giełczewskich. Spis roku 1531 wykazywał tu części Jakuba Brzostowskiego (2, 5 łana), Pawła i Tomasza Pełków (razem 2, 5 łana) oraz Mikołaja Pszonki (2 łany). Wieś odnotowano wówczas w parafii krzczonowskiej, mimo że inne źródła umieszczają ją wśród wsi parafii w Targowisku. W II połowie XVI wieku znajdują się tu części dóbr Pszonków, Taszewskich i Katarbskich. Również w 1676 r. rejestr pogłównego wymienia 3 części wyżej wymienionych rodów. Wieś wraz z folwarkiem wchodziła w skład dóbr Wysokie Lubelskie księżnej Anny Jabłonowskiej. 
Wieś zaliczała się dużych. Według spisu ludności z 1827 r. liczyła bowiem 106 domów i 812 mieszkańców, zaś wg spisu z 1921 r. aż 309 domów oraz 2 008 mieszkańców, w tym 19 Żydów.
W 1905 r. miejscowy folwark dzierżawiony był przez J. Kucharskiego.
Kościół drewniany wzniesiono tu w 1956 r., powiększając w tym celu rok wcześniej zbudowaną kaplicę.